# Aeropuerto de Bhavnagar
El Aeropuerto de Bhavnagar (IATA: BHU, OACI: VABV) (en guyaratí: ભાવનગર વિમાનમથક) se encuentra cerca de Bhavnagar en el estado de Guyarat (India).

## Aerolíneas y destinos
| Aerolíneas | Destinos      |
| ---------- | ------------- |
| SpiceJet   | Bombay, Delhi |

## Estadísticas
Ver fuente y consulta Wikidata.